# Kirsten Wenzel
Kirsten Wenzel   (Leipzig, 27 de febrer de 1961), de casada Strohbach és una ex-remadora alemanya que va competir sota bandera de la República Democràtica Alemanya durant les dècades de 1970 i 1980. Es casà amb el nedador Rainer Strohbach.
El 1980 va prendre part en els Jocs Olímpics de Moscou, on guanyà la medalla d'or en la competició del quatre amb timoner del programa de rem. Formà equip amb Silvia Fröhlich, Ramona Kapheim, Angelika Noack i Romy Saalfeld. En el seu palmarès també destaquen una medalla d'or, dues de plata i dues de bronze al Campionat del món de rem.